# امین‌پور
امین‌پور (به انگلیسی: Aminpur) یک منطقهٔ مسکونی در پاکستان است که در پنجاب (پاکستان) واقع شده‌است.